# نقص عوامل التخثر المعتمدة على فيتامين ك
مرض نقص عوامل التخثر المعتمدة على فيتامين ك (بالانجليزي: Hereditary combined deficiency of vitamin K-dependent clotting factors) واختصاره (VKCFD) هو مرض مولود مع نزعة للنزيف كنتيجة لشحة قوية لعوامل تخثر مختلفة (العامل الثاني والسابع والتاسع والعاشر) وكذلك البروتينات سي واس وزد المنتجة من الكبد والمعتمدة في انتاجها على الفيتامين ك.
التصنيف الدولي للمراض ادرج المرض تحت الرمز التالي المراجعة العاشرة للتصنيف الدولي للأمراض حيث يدل الرقم 10 على الامراض النادرة.

## تاريخ المرض
المرض يصيب اقل من شخص من كل 1.000.000 شخص ويعتبر بذلك من الامراض النادرة جدا حيث لم يتم تشخيص حتى اقل من 30 عائلة مصابة بالمرض.

## توصيف المرض
اعراض النزيف تختلف حسب الحالة فقد تكون قوية أو خفيفة مع بدايتها في المراحل العمرية المبكرة. في الغالب ما يكون النزيف خطير جدا ويمكن ان ينتج تلقائيا أو عند التدخلات الجراحية. المنطقة الأكثر تعرضا هي الجلد.

## سبب المرض
المرض يعتبر مرض جيني وراثي متنحي. السبب هو طفرات في الجين (GGCX; 2p12) المشفر لإنزيم المكربن لجاما-جلوتامول (Gamma-Glutamylcarboxylase) أو الجين (VKORC1; 16p11.2) المشفر لاحد الانزيمات الداخلة في تفعيل الفيتامين ك. 

## التشخيص
قبل تشخيص المرض يجب استبعاد كل اشكال المرض المكتسبة:
- التبين من وجود مشكلة معوية في امتصاص الفيتامين ك عند المرضى المصابين بامراض معوية التهابية أو تليف كبدي.
- التبين من تعاطي الوارفارين أو مضادات الفيتامين ك الأخرى

عند التبين من عدم وجود هذة المسببات يمكن التكهن بوجود المرض، حينما لا يكون النزيف الحاد متعلق مع أحد عوامل التخثر على حده.
يتم التشخيص باستخدام التحليل المولي للجزيئات.

## التشخيص التفريقي
يجب ان يركز التشخيص التفريقي كذلك على اسباب أخرى لاعتلال تخثر الدم:
- النقص المعزول لعوامل التخثر 2 , 7 , 9 (النزعة للنزيف نوع ب)
- النقص المركب للعوامل 7 , 10
- اعتلال التخثر المكتسب الناتج عن الاجسام المضادة الذاتية (النزعة للنزيف المكتسبة، ونقص العامل 7 المكتسب)

## العلاج
يتم العلاج باعطى فيتامين ك عن طريق الفم أو عن طريق الوريد، وعند العمليات الجراحية أو النزيف الشديد يجب اعطى محلول بلازما ومركز من البروثرمبين.

## التكهن بحالة المريض
يمكن القول بان المرضى الخاضعين للعلاج يمكنهم مواصلة حياتهم بدون أي تغيرات جوهرية قد تضيق على حياتهم اليومية.